# ایمشجه
ایمیشجه(به ترکی=ایمیش) یکی از روستاهای استان آذربایجان شرقی است که در دهستان ورقه بخش مرکزی شهرستان چاراویماق واقع شده‌است.این روستا ۴۶۷ نفر جمعیت دارد.بیشترمردم فرش فروش میباشند
فاصله این روستا به قره آغاج۲۰کیلومتر به هشترود۳۰کیلومتر به مراغه۸۰کیلومتر و تبریز مرکز استان ۱۲۰کیلومتر هست

## شغل
شغل اصلی مردم روستا کشاورزی می باشد.
محصولات آن گندم ، نخود ، جو ، عدس و ... می باشد.
بیشتر مردم روستای ایمیشجه به شهرستان های نظرآباد ، مهرشهر ، کرج و تهران نقل مکان کرده اند.